# Guy Durand (théologien)
Pour les articles homonymes, voir Guy Durand.
Guy Durand est un théologien et juriste québécois, spécialisé en éthique, né en 1933.

## Biographie
Guy Durand est professeur émérite de l'Université de Montréal. Il a été nommé membre honoraire de la Faculté de médecine pour son implication en éthique médicale. Après des études en droit et en sciences religieuses au Québec, Guy Durand a poursuivi sa formation à Lyon (doctorat en théologie) puis à Münster (langue et théologie) et à Paris (éthique médicale). Le professeur Durand a travaillé dans plusieurs postes à l'Université de Montréal : d'abord à l'Institut supérieur de sciences religieuses, devenue la Faculté de théologie et de sciences des religions; enfin, à la Faculté de médecine et à la Faculté des études supérieures. Il est le père de trois enfants dont le physicien Stéphane Durand.
On peut diviser sa carrière universitaire en trois périodes distinctes : dans un premier temps, le professeur Durand a axé son enseignement et ses recherches sur l'éthique théologique et la formation des maîtres, par la suite, son travail a porté sur la bioéthique et le monde de la santé. Depuis sa retraite, il s'intéresse surtout à l'éthique sociale et politique, bien qu'il ait terminé la publication de deux livres-synthèses importants: sur la bioéthique et sur l'éthique chrétienne.

## Œuvres
Les références d'ouvrages proviennent du catalogue IRIS de Bibliothèque et Archives nationales du Québec (BAnQ). Toutefois, plusieurs des livres disposent aussi d'une notice individuelle dans le catalogue BN-Opale Plus de la Bibliothèque nationale de France (BNF).
- Éthique de la rencontre sexuelle (avec une préface de Jocelyne Durand), éditions Fides, Montréal, 1971, 192 p., [pas d'ISBN].
- Sexualité et foi : synthèse de théologie morale, éditions Fides, coll. « Héritage et projet » no 19, Montréal, 1977, 426 p.,  (ISBN 0775506389). — Réédition en 1979, sous le même titre : éditions Fides et éditions du Cerf (Paris), coll. « Recherches morales » no 3, 1979, même pagination,  (ISBN 2-7621-0638-9) (Fides) et  (ISBN 2-204-01419-2) (Cerf), (BNF 34631806). — Réédition à l'identique, en France, en 1983, par les éditions du Cerf, sous le nouveau code  (ISBN 2-204-01992-5), (BNF 34721875).
- Quel avenir ? : Les enjeux de la manipulation de l'homme (avec la collaboration de Viateur Boulanger), éditions Leméac, coll. « Quelle ? », Montréal, 1978, 257 p.,  (ISBN 0776102052).
- Quelle vie? : perspectives de bioéthique (avec la collaboration de Viateur Boulanger), éditions Leméac, coll. « Quelle ? », Montréal, 1978, 121 p.,  (ISBN 0776102044).
- Choisis ta vie : lettre d'un père à ses adolescents, éditions Libre expression, Montréal, 1982, 277 p.,  (ISBN 2891110978).
- Groupe de recherche en bioéthique (sous la direction de Jacqueline Fortin et Guy Durand avec la collaboration de Denise Granger), Sondage sur le mourir : perceptions de la pratique et opinions face à certains aspects du mourir dans les hôpitaux de Montréal et du Québec selon les infirmières, les médecins et les aumôniers, éditions de la Faculté de Théologie, Université de Montréal, coll. « Cahier » no 3, Montréal, 1984, ix-114 p., [pas d'ISBN].
- L'Éducation sexuelle : un livre de référence pour les parents, les enseignants, et les autres (avec la collaboration de Michel Lemieux), éditions Fides, Montréal, 1985, 280 p.,  (ISBN 2762112753).
- Le Rapport entre le droit et la morale dans les déclarations du magistère : dossier et analyse, éditions de la Faculté de Théologie, Université de Montréal, coll. « Cahier » no 5, Montréal, 1986, 148 p.,  (ISBN 2-980091-3-0-8), (BNF 35103742).
- La bioéthique : nature, principes, enjeux, éditions du Cerf, Paris et éditions Fides, Montréal, coll. « Bref » no 14, 1989, 127 p.,  (ISBN 2-204-03072-4) (éditions du Cerf) et  (ISBN 2-7621-1444-6) (éditions Fides), (BNF 36633581). — Réédition en 1997, chez les mêmes éditeurs, avec de nouveaux codes :  (ISBN 2-204-05929-3) (Cerf) et  (ISBN 2-7621-2004-7) (Fides).
- Guy Durand et Jocelyne Saint-Arnaud, La Réanimation cardio-respiratoire au Québec : statistiques, protocoles et repères éthiques, éditions Fides, coll. « Vie, santé et valeurs », Saint-Laurent (Montréal), 1990, 189 p.,  (ISBN 2762115248).
- Guy Durand et Jean-François Malherbe, Vivre avec la souffrance : repères théologiques, éditions Fides, coll. « Vie, santé et valeurs », Saint-Laurent (Montréal), 1992, 112 p.,  (ISBN 2762116252).
- Le credo de la vie (avec la collaboration de Jocelyne Massé), éditions Fides, coll. « Vivre sa foi », Saint-Laurent (Montréal), 1996, 102 p. + 10 p. de planches illustrées,  (ISBN 2-7621-1872-7).
- Introduction générale à la bioéthique : histoire, concepts et outils, éditions Fides, Saint-Laurent (Montréal), et éditions du Cerf, Paris, 1999, 565 p.,  (ISBN 2-7621-2152-3) (Fides) et  (ISBN 2-204-06398-3) (Cerf), (BNF 37087580). — Réédition en 2005, aux seules éditions Fides, sous le code  (ISBN 2-7621-2629-0). — Ouvrage également traduit en portugais, par Nicolás Nyimi Campanário, sous le titre « Introdução geral à bioética : história, conceitos e instrumentos », Editora do Centro Universitário São Camilo et Edições Loyola, São Paulo, 2003, 431 p.,  (ISBN 8515025787).
- Guy Durand... [et al.], Histoire de l'éthique médicale et infirmière : contexte socioculturel et scientifique, Presses de l'Université de Montréal et Éditions INF, Montréal, 2000, 361 p.,  (ISBN 2-7606-1794-7).
- Le pays dont je rêve : regard d'un éthicien sur la politique, éditions Fides, Saint-Laurent (Montréal), 2003, 326 p.,  (ISBN 2-7621-2531-6).
- Pour une éthique de la dissidence : liberté de conscience, objection de conscience et désobéissance civile, éditions Fides, Saint-Laurent (Montréal), 2004, 151 p.,  (ISBN 2-89578-055-2).
- Le Québec et la laïcité : avancées et dérives, éditions Varia, coll. « Sur le vif », Montréal, 2004, 121 p.,  (ISBN 978-2-89606-010-8).
- Enseignement moral et religieux catholique et protestant : pour comprendre le débat actuel : lettre aux parents et autres citoyens, éditions de l'Association des parents catholiques du Québec, Montréal, 2005, 43 p.,  (ISBN 2-920517-08-2).
- Six études d'éthique et de philosophie du droit, éditions Liber, coll. « La pensée en chemin », Montréal, 2006, 154 p.,  (ISBN 978-2-89578-091-5), (BNF 40190872).
- L'école privée : pour ou contre ?, éditions Voix parallèles, Montréal, 2007, 140 p.,  (ISBN 978-2-923491-02-8).
- Le cours d'ECR. Au-delà des apparences, Guérin, Montréal, 2009, 136 p.
- La culture religieuse n'est pas la foi. Identité du Québec et laïcité, éditions des Oliviers, Montréal, 2011, 148 p.
- Une éthique à la jonction de l'humanisme et de la religion. La morale chrétienne revisitée, Fides, Montréal, 2011, 388 p.
- La désobéissance civile et nous. À l'école de Gandhi et Luther King, Fides, Montréal, 2013, 100 p.
- Brouillon de culture québécoise pour une démocratie authentique, Fides, Montréal, 2014, 163 p.
- Fêtes, traditions et symboles chrétiens. Pour comprendre la culture québécoise, avec la collaboration de Jocelyne Massé, Fides, Montréal, 2014.